# Carlos Amaral Dias
Carlos Augusto Amaral Dias (Coimbra, 26 de agosto de 1946 - Lisboa, 3 de dezembro de 2019) foi um psicanalista e professor universitário português.

## Biografia
Médico licenciado pela Faculdade de Medicina da Universidade de Coimbra, com especialização em Psiquiatria, obteve o grau de doutor pela Faculdade de Psicologia e Ciências da Educação (FPCE) da mesma Universidade, com a dissertação A influência relativa dos factores psicológicos e sociais no evolutivo toxicómano (1981).
Foi Director do Instituto Superior Miguel Torga e professor catedrático da Faculdade de Psicologia e Ciências da Educação da Universidade de Coimbra e do Instituto Superior de Psicologia Aplicada (ISPA), em Lisboa. Teve colaboração com a Universidade de Wisconsin e com a Universidade de Porto Alegre. Foi vice-presidente da Academia Internacional de Psicologia e coordenador do Nusiaf - Núcleo de Seguimento Infantil e Acção Familiar. Foi também presidente da Sociedade Portuguesa de Psicanálise e presidente da Sociedade Portuguesa de Psicodrama Psicanalítico de Grupo.
É autor dos livros O Inferno Somos Nós - conversas sobre crianças e adolescentes (2002) e Modelos de Interpretação em Psicanálise (2003). Com João Sousa Monteiro publicou Eu Já Posso Imaginar que Faço (1989). Foi também revisor científico da edição portuguesa do Dicionário de Psicanálise de Élisabeth Roudinesco e Michel Plas (2000). Foi director da Revista Portuguesa de Psicanálise. Dirigiu Esta Inquietante Estranheza, programa para a TSF, e partilhou Alma Nostra, com Carlos Magno, na Antena1 cuja última emissão foi em 1 de Novembro de 2011.
Foi também, comentador televisivo.
Colaborou na revista Arte Opinião  (1978-1982).
O problema da toxicodependência é um dos temas principais da sua investigação. Os seus referenciais de interesse científico e de investigação são a psicanálise, a psicologia clínica, a psicopatologia do funcionamento mental, a toxicodependência e a investigação sobre a psicose.

### Obras
- Para uma Psicanálise da Relação (1988)
- Ali Babá - Droga: Uma neurose diabólica do século vinte (1991)
- (A) Re-pensar (1995)
- Bion Hoje (1998)
- Falas Públicas do Inconsciente (2000)
- Freud para além de Freud (2000)
- O Inferno Somos Nós - conversas sobre crianças e adolescentes (2002)
- Um psicanalista no Expresso do Ocidente (2003)
- Modelos de Interpretação em Psicanálise (2003)
- Costurando as linhas da psicopatologia Borderland (2004)
- Freud para Além de Freud, Vol II (2005)
- Carne e Lugar (2009)
- Teoria das Transformações (2010)
- O Obscuro Fio do Desejo (2015)
- Quando o estranho bate à porta (Com Clara Pracana)(2016)
- Vida e Psicodrama - Roteiro de um livro ponte (Com Maria Moreira dos Santos) (2019)

### Casamentos e descendência
Casou primeira vez com Teresa Maria de Castro Nunes Vicente, da qual teve um filho e duas filhas:
- Henrique Nunes Vicente Amaral Dias, casado com Vanda Patrícia Duarte Lopes, da qual tem: 
  - António Duarte Lopes Amaral Dias
  - Bárbara Duarte Lopes Amaral Dias
- Joana Beatriz Nunes Vicente Amaral Dias (Luanda, 13 de Maio de 1973)
- Leonor Nunes Vicente Amaral Dias, solteira e sem geração

Casou segunda vez civilmente na 7.ª Conservatória do Registo Civil de Lisboa em 1999 com Susana Maria Garcez dos Santos Quintas, da qual teve uma filha: 
- Carlota Maria Garcez Quintas Amaral Dias